# 獸神演武
《獸神演武》（日語：獣神演武）為《Gangan Powerd》雜誌連載作品，原作者為黃金周，並由荒川弘作畫。
本作前身為網路原創中華風武俠小說《獅子獸神演武》，交由當時未成名的荒川弘負責插畫，曾自1998年起嘗試動畫化，後因荒川弘正式出道、無暇協助而擱置。2005年，GENCO再度企劃製作動畫；2006年，漫畫先行於《Gangan Powerd》月刊裡連載，2009年則移至《月刊少年GANGAN》，2010年2月暫停連載。於2010年8月結束連載。
電視動畫《獸神演武-HERO TALES-》於2007年10月7日深夜2點起，由東京電視台、AT-X、AXN系列電視台播出。

## 故事簡介
時為亂世。在帝國戰亂時期，有著一群在亂世裡領導民眾的七星英雄「北辰天君」。其中被稱為「二天神尊」的破軍與貪狼有著相互激烈對峙的宿命存在，原本被推斷在同一時代不會同時出現，但命運的齒輪卻出現了異變。在賢帝國全體艱難地苟延殘喘的現今，有著毫不相容、弓箭相向的「二天神尊」破軍・岱燈獅麗與貪狼・慶狼的存在。各自為了各個國家與自身國家的和平而貫徹自身的正義且互不相容。在宿命的名義下，上天到底會選擇哪一邊的正義呢......。

## 登場人物

### 二天神尊
岱燈獅麗（聲優：鈴村健一）
本作的主角，破軍星宿的鬥士。為標準的動口前先動手、身體力行的16歲少年。為賢帝國當今皇帝汰臥帝的雙胞胎兄長，因出生時所背負破軍宿命被朝廷官員視為不詳象徵，因此被當時與六伽宗有關的曹榮德霸收為義子。表裡皆一，是個會為了守護民間的同伴們與官僚發生衝突的熱血男孩。
慶狼伯烽（聲優：銀河萬丈）
35歲，背負著貪狼星宿宿命的將軍。預圖謀篡賢帝國的帝位。

### 五神鬥士
劉煌孟甜（聲優：櫻井孝宏）
六伽宗的道士，武曲星宿的鬥士，統悠寺的第一高手，劉匠孟漢的養子。實為慶狼的兒子。
鳳星銘徳（聲優：泰勇氣）
紅英玖儒的徒弟兼養子，祿存星宿的鬥士，武器是霜纏弓。原作中被史明殺害，動畫版則是存活下來。
虎楊蒙骸（聲優：小山力也）
盜賊「渦津團」與客船「鬪牙」的頭領，文曲星宿的鬥士，興趣是幫人化妝。
將鶴張楊（聲優：速水奨）
當今皇帝汰臥帝賢琉汰儀的老師，廉貞星宿的鬥士。
麟盟詔韓（聲優：甲斐田裕子）
劉煌的青梅竹馬，五神鬥士中唯一的女性，巨門星宿的鬥士。

### 其他
頼羅青蓮（聲優：神田朱未）
14歲。為清龍黨黨首·曹榮的女兒、岱燈的義妹。雖然因為話多而與岱燈之間的吵架已是家常便飯的事，但從沒輸過。基本上非常重視哥哥，經常成為唯一能阻止岱燈爆走的人物。
汰臥帝（聲優：福山潤）
16歲，是岱燈的雙胞胎弟弟，名字叫賢琉。
史明（聲優：二又一成）
慶狼的部下。是個擁有不死之身的妖怪，手持刀柄上有千里眼的魔劍「萬詳史明」。
曹榮德霸（聲優：菅生隆之）
賴羅的爸爸，岱燈的義父，「青龍黨」的帶頭者。
孫寧（聲優：緒方賢一）
曹榮的師父，蓮通寺的大僧正。
紅英玖儒（聲優：田中敦子）
鳳星的師父，別名「智泉玖」。
劉匠孟漢（聲優：金尾哲夫）
劉煌的的義父，遠悠寺的住持。
孔凋（聲優：立木文彦）
慶狼的部下，武人，侘姫的親生父親（但侘姫並不知情）。
侘姫（聲優：折笠富美子）
慶狼的養女，孔凋的女兒。
趙香（聲優：北西純子）
慶狼的部下，異國出生的女官。

## 用語
北辰天君
北辰紀記中記載，天有七星，其為北辰七星，乃英傑北辰天君。開闢之宿業，獸神之輪轉，武者之演武。
二天神尊
為自天而降、稱霸天下、相互吞食的貪狼及破軍兩荒星。兩星勢不兩立，歷史中從未出現於同一時代。
五神鬥士
派遣人間，類而不齊之星宿。乃巨門、祿存、文曲、廉貞及武曲五星。
北辰紀記
賢嘉爛舞
六伽宗與蓮通寺
大華八法
内傳
外傳
青龍黨
玄狼黨
泰山
帝國

## 國家
賢帝国
有著廣大領地的一大帝國。

## 出版書籍
| 集數 | 史克威爾艾尼克斯 | 史克威爾艾尼克斯       | 東立出版社    | 東立出版社             | 玉皇朝        | 玉皇朝                 | 創藝出版社    | 創藝出版社             |
| 集數 | 發售日期         | ISBN                   | 發售日期      | ISBN                   | 發售日期      | ISBN                   | 發售日期      | ISBN                   |
| ---- | ---------------- | ---------------------- | ------------- | ---------------------- | ------------- | ---------------------- | ------------- | ---------------------- |
| 1    | 2007年8月11日    | ISBN 978-4-7575-2065-3 | 2010年1月16日 | ISBN 978-986-10-5117-8 | 2010年1月21日 | ISBN 978-988-8047-28-4 | 2010年5月4日  | ISBN 978-981-4297-76-9 |
| 2    | 2008年1月22日    | ISBN 978-4-7575-2208-4 | 2010年1月26日 | ISBN 978-986-10-5118-5 | 2010年2月2日  | ISBN 978-988-8047-38-3 | 2010年5月18日 | ISBN 978-981-4306-42-3 |
| 3    | 2008年9月22日    | ISBN 978-4-7575-2325-8 | 2010年2月11日 | ISBN 978-986-10-5119-2 | 2010年2月19日 | ISBN 978-988-8047-55-0 | 2010年6月16日 | ISBN 978-981-4306-53-9 |
| 4    | 2009年12月5日    | ISBN 978-4-7575-2581-8 | 2010年3月15日 | ISBN 978-986-10-5120-8 | 2010年3月17日 | ISBN 978-988-8047-72-7 |               |                        |
| 5    | 2010年11月22日   | ISBN 978-4-7575-3055-3 | 2011年2月24日 | ISBN 978-986-10-6823-7 | 2011年1月26日 | ISBN 978-988-8047-XX-X |               |                        |

## 電視動畫

### 製作人員
- 監督：關田修
- 人物設定：荒川弘
- 動畫角色性格設計&總作畫監督：
- 系列構成：關島真賴
- 原案：黃金周
- 策劃設計：
- 美術設計：成田偉保
- 美術監督：根本邦明
- 色彩設計：佐藤秀一
- 攝影監督：杉浦充
- 編集：田熊純
- 音響監督：清水洋史
- 音樂：寺嶋民哉
- 動畫製作：studio FLAG
- 企劃製作：GENCO
- 製作：獸神演武製作委員會

### 主題曲
片頭曲
「WINTERLONG」（第壹幕 - 第拾八幕、終幕）
作詞：、作曲・編曲・歌：BEAT CRUSADERS

作詞：、作曲：MEG、編曲・歌：HIGH and MIGHTY COLOR
片尾曲

作詞・作曲：星村麻衣、編曲：鈴木daichi秀行、歌：星村麻衣

作詞：、作曲：、編曲・歌：HIGH and MIGHTY COLOR

### 各話標題
| 集數       | 日文標題 | 中文標題             | 腳本          | 分鏡     | 演出     | 作畫監督          |
| ---------- | -------- | -------------------- | ------------- | -------- | -------- | ----------------- |
| 第壹幕     |          | 破軍怒吼之時         | 關島真賴 社綾 | 關田修   | 關田修   | 相坂直樹          |
| 第貳幕     |          | 武曲的宿命           | 關島真賴      | 關田修   | 關田修   | 南伸一郎          |
| 第参幕     |          | 操氣的盟約           | 白根秀樹      | 藤本義孝 | 藤本義孝 | 山本正文          |
| 第四幕     |          | 五神鬥士             | 中村誠        | 神原敏昭 | 神原敏昭 | 日高真由美        |
| 第伍幕     |          | 衰弱的帝國           | 門田祐一      | 水本葉月 | 水本葉月 | 氏家嘉宏          |
| 第六幕     |          | 紅英杰               | 白根秀樹      | 菊池一仁 | 菊池一仁 | 飯飼一幸          |
| 第七幕     |          | 悲傷的祿存           | 白根秀樹      | 小野勝巳 | 小野勝巳 | 羽生貴之          |
| 第八幕     |          | 回蕩在河谷中的...... | 門田祐一      | 藤本義孝 | 藤本義孝 | 南伸一郎          |
| 第九幕     |          | 帝都陰影             | 關島真賴      | 名取孝浩 | 浅見松雄 | 山本正文          |
| 第拾幕     |          | 孤獨的皇帝           | 關島真賴      | 影山楙倫 | 小高義規 | 日高真由美        |
| 第拾壹幕   |          | 北辰紀記             | 社綾          | 影山楙倫 | 平尾みほ | 氏家嘉宏          |
| 第拾貳幕   |          | 月下的光芒           | 門田祐一      | 藤本義孝 | 藤本義孝 | 飯飼一幸          |
| 第拾参幕   |          | 二天神尊             | 關島真賴      | 關田修   | 渡部裕子 | 德田夢之介        |
| 第拾四幕   |          | 鬥牙回頭             | 白根秀樹      | 菊池一仁 | 菊池一仁 | 南伸一郎          |
| 第拾伍幕   |          | 破軍的引路人         | 門田祐一      | 名取孝治 | 名取孝治 | 黑柳賢治          |
| 第拾六幕   |          | 天食貪狼             | 社綾          | 松本佳久 | 浅見松雄 | 氏家嘉宏          |
| 第拾七幕   |          | 父子之絆             | 白根秀樹      | 藤本義孝 | 藤本義孝 | 飯飼一幸          |
| 第拾八幕   |          | 火燒蓮通寺           | 白根秀樹      | 小野勝巳 | 室谷靖   | 羽生貴之          |
| 第拾九幕   |          | 分離之星             | 社綾          | 菊池一仁 | 菊池一仁 | 南伸一郎          |
| 第貳拾幕   |          | 拉開動亂之幕         | ja\|門田祐一  | 影山楙倫 | 浅見松雄 | 日高真由美        |
| 第貳拾壹幕 |          | 悲憤的白衣           | 關島真賴      | 神原敏昭 | 神原敏昭 | 奥野浩行          |
| 第貳拾貳幕 |          | 帝都風雲             | 門田祐一      | 藤本義孝 | 藤本義孝 | 氏家嘉宏          |
| 第貳拾参幕 |          | 激突                 | 社綾          | 影山楙倫 | 影山楙倫 | 飯飼一幸          |
| 第貳拾四幕 |          | 暴走之宿命           | 白根秀樹      | 菊池一仁 | 菊池一仁 | 南伸一郎          |
| 第貳拾伍幕 |          | 貪狼神               | 門田祐一      | 小野勝巳 | 室谷靖   | 池田廣明 谷口昭弘 |
| 終幕       |          | 演武的盡頭           | 關島真賴      | 關田修   | 關田修   | 相坂直樹          |

## 播放電視台
日本深夜動畫：下文記載的日本国内播放時間使用日本標準時間（UTC+9）表示。因為部分時間标识會採用30小时制，因此請留意这类超过24:00的时间，其實際播放時間為翌日清晨。
| 電視台       | 播映期間                    | 播映時間                                                   | 所屬聯播網 |
| ------------ | --------------------------- | ---------------------------------------------------------- | ---------- |
| 東京電視台   | 2007年10月7日-2008年3月30日 | 星期日26:00-26:30                                          | 東京電視網 |
| 愛知電視台   | 2007年10月8日-2008年3月31日 | 星期一27:35-28:05                                          | 東京電視網 |
| TVQ九州放送  | 2007年10月9日-2008年4月1日  | 星期二26:23-26:53                                          | 東京電視網 |
| 瀨戶內電視台 | 2007年10月10日-2008年4月2日 | 星期三25:18-25:48                                          | 東京電視網 |
| 大阪電視台   | 2007年10月12日-2008年4月4日 | 星期五27:35-28:05                                          | 東京電視網 |
| 北海道電視台 | 2007年10月16日-2008年4月8日 | 星期二26:00-26:30                                          | 東京電視網 |
| AT-X         | 2007年10月8日-2008年4月3日  | 星期一9:30-10:00/20:30-21:00 星期四14:30-15:00/24:30-25:00 | 衛星電視   |

## 外部連結
- （日語） 獣神演武- HERO TALES -  動畫官方網站
- （日語） TV東京・あにてれ　獣神演武 （页面存档备份，存于）